# Nicole Sabouné
Amanda Marina Nicole Sabouné est une chanteuse et compositrice suédoise née le 23 mai 1991 à Sölvesborg.

## Biographie
Nicole Sabouné a passé les premières années de sa vie à Sölvesborg et à Lund. Une de ses premières apparitions en public a eu lieu en 2010 au Dans och Musikalgymnasium de Lund. En 2012 elle a atteint la demi-finale du concours The Voice Sweden sur la chaine TV4. Son mentor était le chanteur Ola Salo. Elle a commencé à composer avec Ola Salo et avec Niklas Stenemo et reconnait être influencée par la musique pop des années 70 à 80, la musique punk, le rock ou des groupes comme Joy Division. En 2013 ses titres Conquer or Suffer et I Surrender ont été les tubes favoris de Sveriges Radio P3. Le 15 janvier 2014 elle a sorti son premier album Must Exist  sous le label Roxy Recordings; celui-ci a reçu un accueil très favorable de la critique et a été nommé "Meilleur album de l'année". Il a été suivi par une tournée en Suède,,.
Le 24 juillet 2015 elle s'est produite à Malmö avec le big band Big City Divas, le groupe Min stora sorg et les artistes Kristin Amparo, Pauline Kamusewu et  Jasmine Kara. En 2015 elle a rejoint la maison de disques Woah Dad! et a sorti l'album Miman en novembre 2015. Le titre est tiré d'un poème de Harry Martinson qui raconte l'histoire du vaisseau spatial « Aniara » et du mystérieux ordinateur central « Miman » qui garde en mémoire la connaissance de l'histoire future et passée de la Terre et de l'humanité. Cet album a reçu un accueil enthousiaste de la presse spécialisée.
Un de ses titres les plus connus en France est sa reprise de la chanson de Madonna "Frozen".

## Discographie

### Album
- 2014 – Must Exist
- 2015 – Miman
- 2021 - Attachment Theory

### Singles
- 2012 – Unseen Footage From a Forthcoming Funeral
- 2013 – Conquer or Suffer
- 2013 – I Surrender
- 2014 – Win This Life
- 2015 – Bleeding Faster
- 2021 – Simple Life (med Elias)